# Navamorales
Navamorales é um município da Espanha na província de Salamanca, comunidade autónoma de Castela e Leão, de área 17,53 km² com população de 142 habitantes (2003) e densidade populacional de 7,69 hab/km².

## Demografia
| Variação demográfica do município entre 1991 e 2004 | Variação demográfica do município entre 1991 e 2004 | Variação demográfica do município entre 1991 e 2004 | Variação demográfica do município entre 1991 e 2004 |
| --------------------------------------------------- | --------------------------------------------------- | --------------------------------------------------- | --------------------------------------------------- |
| 1991                                                | 1996                                                | 2001                                                | 2004                                                |
| 214                                                 | 192                                                 | 151                                                 | 134                                                 |